# زكريا
زَكَرِيَّا أو زكرياء اسم علم أعجمي عبري يعني «ذكره الله» أو «مذكور الله» (بالعبرية: זכריה)، هو نبي في الإسلام ووالد النبي يحيى، أمّا في المسيحية فهو زوج أليصابات ووالد يوحنا المعمدان.

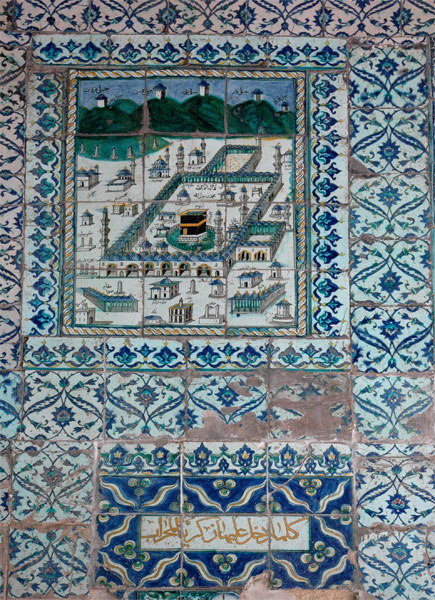
ذكر زكريا في سورة آل عمران.

## نسبه
ينسب زكريا إلى بني إسرائيل. وذكر ابن خلدون أنه من بني ماثان من نسل النبي داود من سبط يهوذا بن يعقوب. وقد أورد ابن عساكر لزكريا نسبًا بدأه بأبيه يوحنا، وعدّ بعده أحد عشر أبًا، حتى وصل إلى يهوشافاط خامس ملوك بيت المقدس من عهد النبي سليمان.
نسبه إذا يكون:
هو زكريا بن برخيا (أو دان، أو لدن) بن مسلم بن صدوق بن حشبان بن داود بن سليمان بن مسلم بن صديقة بن برخيا بن بلعاطة بن ياخور بن شلوم بن يهوشافاط (ويقال بهفاشاط)، بن إينامن بن رحيعم بن سليمان بن داود.

## حياته
قبيل ميلاد المسيح، كان زكريا من كبار الربانيين الذين كانوا يخدمون بيت المقدس. وكان عمران -والد مريم- إمامهم ورئيسهم، والكاهن الأكبر فيهم، كما كانت حنَّة زوجته، خالة إليصابات زوجة زكريا.
استجاب الله لدعاء عمران وحنَّة، بعد أن لبثت حنَّة عاقرا ثلاثين سنة، فحملت ونذرت أن تهب ولدها لخدمة بيت المقدس، وكانت ترجو أن يكون ذكرًا، إلا أنها رزقت بطفلة سمتها مريم، وحملتها وقدمتها إلى بيت المقدس، ودفعتها إلى العبَّاد والربانيين فيه، تنفيذًا لنذرها، وكان هذا من أحكام الشريعة اليهودية.
فتنافسوا في كفالتها، لأنها ابنة رئيسهم وكاهنهم الأكبر، ويعتقد أن عمران أباها قد توفي في هذه الأثناء، وأصرّ زكريا، على أن يكفلها هو، فاختصموا أيُّهم يكفل مريم، فلجأوا إلى القرعة، فكانت كفالتها من حظ زكريا.
نشأت مريم نشأة دينية، وتفرغت للعبادة، فكان زكريا يجد عندها رزقاً من رزق الله لم يأتها به، وفي غير وقته، وهذا من إكرام الله لها. عندئذ، وقع حب الذرية في قلب زكريا، ودعا الله أن يهبه ولداً ذكراً يرث الشريعة عنه، وعن العلماء الصالحين من آل يعقوب، وخشي أن يتولى أمر الرئاسة الدينية في بني إسرائيل موالي من الجهلة والفساق والمتلاعبين بالدين.
فاستجاب الله له وبشّرته الملائكة وهو قائم يصلي في المحراب أن الله يبشرك بيحيى، وأنه سيكون من الأنبياء الصالحين.

## بحسب المصادر المسيحية
في المسيحية، زكريا هو والد القديس يوحنا المعمدان وليس بنبي بل هو رجل بار وصالح وكاهن من فرقة ابيا سالك في جميع وصايا الرب وأحكامه.
فبينما كان يؤدي نوبة فرقته جاءت عليه القرعة جريا على عادات اليهود، ليدخل يبخر هيكل الرب "فظهر له ملاك الرب واقفًا عن يمين مذبح البخور، فلما رآه زكريا اضطرب ووقع عليه خوف فقال له الملاك: "لا تخف يا زكريا لأن طلباتك قد سمعت وامرأتك إليصابات ستلد لك ابنا وتسميه يوحنا، ويكون لك فرح وابتهاج وكثيرون سيفرحون بولادته".

## بحسب المصادر الإسلامية
زكريا بن برخيا ويقال زكريا بن دان، ويقال زكريا بن لدن بن مسلم بن صدوق بن حشبان بن داود بن سليمان بن مسلم بن صديقة بن برخيا بن بلعاطة بن ناحور بن شلوم بن بهفاشاط بن إينامن بن رحيعام بن سليمان بن داود، أبو يحيى نبي بني إسرائيل.
ذكر زكريا في القرآن سبع مرات:
- آل عمران الآيتين 37 و38، قال تعالى: ﴿فَتَقَبَّلَهَا رَبُّهَا بِقَبُولٍ حَسَنٍ وَأَنْبَتَهَا نَبَاتًا حَسَنًا وَكَفَّلَهَا زَكَرِيَّا كُلَّمَا دَخَلَ عَلَيْهَا زَكَرِيَّا الْمِحْرَابَ وَجَدَ عِنْدَهَا رِزْقًا قَالَ يَا مَرْيَمُ أَنَّى لَكِ هَذَا قَالَتْ هُوَ مِنْ عِنْدِ اللَّهِ إِنَّ اللَّهَ يَرْزُقُ مَنْ يَشَاءُ بِغَيْرِ حِسَابٍ ۝٣٧ هُنَالِكَ دَعَا زَكَرِيَّا رَبَّهُ قَالَ رَبِّ هَبْ لِي مِنْ لَدُنْكَ ذُرِّيَّةً طَيِّبَةً إِنَّكَ سَمِيعُ الدُّعَاءِ ۝٣٨﴾[4]،
- والأنعام الآية 85، قال تعالى: ﴿وَزَكَرِيَّا وَيَحْيَى وَعِيسَى وَإِلْيَاسَ كُلٌّ مِنَ الصَّالِحِينَ ۝٨٥﴾[5]،
- ومريم الآيتين 2 و7، قال تعالى: ﴿ذِكْرُ رَحْمَةِ رَبِّكَ عَبْدَهُ زَكَرِيَّا ۝٢﴾ وقال: ﴿يَا زَكَرِيَّا إِنَّا نُبَشِّرُكَ بِغُلَامٍ اسْمُهُ يَحْيَى لَمْ نَجْعَلْ لَهُ مِنْ قَبْلُ سَمِيًّا ۝٧﴾[6]،
- والأنبياء الآية 89، قال تعالى: ﴿وَزَكَرِيَّا إِذْ نَادَى رَبَّهُ رَبِّ لَا تَذَرْنِي فَرْدًا وَأَنْتَ خَيْرُ الْوَارِثِينَ ۝٨٩﴾.[7]

## وفاته
اختلفت الآراء حول وفاته، فمنهم من قال انه قُتل، ومنهم من قال انه توفي.
وكذلك ورد في حديث رواه إسحاق بن بشر الكاهلي في كتابه المبتدأ والفتوح حيث قال: «أنبأنا يعقوب الكوفي، عن عمرو بن ميمون، عن أبيه، عن ابن عباس أن رسول الله ليلة أسري به رأى زكريا في السماء، فسلم عليه وقال له: «يا أبا يحيى أخبرني عن قتلك كيف كان، ولم قتلك بنو إسرائيل؟»
قال: «يا محمد أخبرك أن يحيى بن زكريا كان خير أهل زمانه، وكان أجملهم وأصبحهم وجها، وكان كما قال الله تعالى: ﴿وَسَيِّدا وَحَصُورا﴾ وكان لا يحتاج إلى النساء، فهوته امرأة ملك بني إسرائيل، وكانت بغية، فأرسلت إليه وعصمه الله وامتنع يحيى وأبى عليها، فأجمعت على قتل يحيى بن زكريا، ولهم عيد يجتمعون في كل عام، وكانت سنة الملك أن يوعد ولا يخلف ولا يكذب».
قال: «فخرج الملك إلى العيد فقامت امرأته فشيعته، وكان بها معجبا، ولم تكن تفعله فيما مضى، فلما أن شيعته قال الملك: سليني فما سألتني شيئا إلا أعطيتك، قالت: أريد دم يحيى بن زكريا، قال لها: سليني غيره. قالت: هو ذاك. قال: هو لك».
قال: «فبعثت جلاوزتها إلى يحيى وهو في محرابه يصلي، وأنا إلى جانبه أصلي، قال: فذبح في طشت وحمل رأسه ودمه إليها».
قال: فقال رسول الله: «فما بلغ من صبرك؟».
قال: «ما انفتلت من صلاتي».
قال: «فلما حمل رأسه إليها، فوضع بين يديها، فلما أمسوا خسف الله بالملك، وأهل بيته وحشمه، فلما أصبحوا قالت بنو إسرائيل: قد غضب إله زكريا لزكريا، فتعالوا حتى نغضب لملكنا فنقتل زكريا».
قال: «فخرجوا في طلبي ليقتلوني، وجاءني النذير فهربت منهم، وإبليس أمامهم يدلهم علي، فلما تخوفت أن لا أعجزهم، عرضت لي شجرة فنادتني وقالت: إليّ إليّ، وانصدعت لي ودخلت فيها».
قال: «وجاء إبليس حتى أخذ بطرف ردائي، والتأمت الشجرة وبقي طرف ردائي خارجا من الشجرة، وجاءت بنو إسرائيل فقال إبليس: أما رأيتموه دخل هذه الشجرة، هذا طرف ردائه دخلها بسحره، فقالوا: نحرق هذه الشجرة، فقال إبليس: شقوه بالمنشار شقا». قال: «فشققت مع الشجرة بالمنشار»، قال له النبي: «هل وجدت له مسا أو وجعا؟».
قال: «لا، إنما وجدت ذلك الشجرة التي جعل الله روحي فيها»».
هذا سياق غريب جدا، وحديث عجيب، ورفعه منكر، وفيه ما ينكر على كل حال، ولم ير في شيء من أحاديث الإسراء ذكر زكريا عليه السلام إلا في هذا الحديث. وإنما المحفوظ في بعض ألفاظ الصحيح في حديث الإسراء: «فمررت بابني الخالة يحيى بن زكريا وعيسى بن مريم، وهما ابنا الخالة».
فجاء على قول الجمهور كما هو ظاهر الحديث، فإن أم يحيى أشياع بنت عمران، أخت مريم بنت عمران. وقيل: بل أشياع وهي امرأة زكريا أم يحيى، هي أخت حنة امرأة عمران أم مريم، فيكون يحيى ابن خالة مريم، فالله أعلم.